# Wilhelm Bittrich

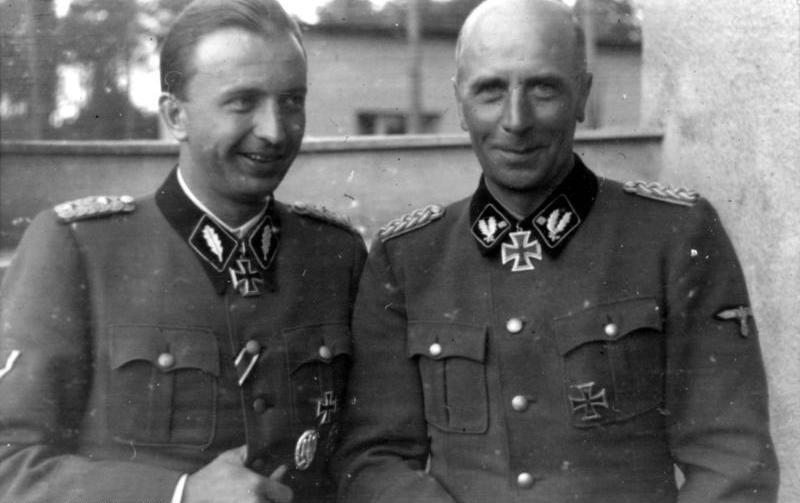
Wilhelm Bittrich (rechts) als SS-Brigadeführer mit Hermann Fegelein in der Sowjetunion, 1942

Wilhelm Bittrich (* 26. Februar 1894 in Wernigerode; † 19. April 1979 in Wolfratshausen) war ein deutscher Offizier und Flugzeugführer. Er kommandierte ab 1932 und während des Zweiten Weltkriegs verschiedene SS-Einheiten, zuletzt als SS-Obergruppenführer und General der Waffen-SS das II. SS-Panzerkorps.

## Leben

### Erster Weltkrieg und Nachkriegsjahre
Wilhelm Bittrich wurde 1894 als Sohn eines Kaufmanns geboren. Er meldete sich zu Beginn des Ersten Weltkriegs als Kriegsfreiwilliger. Als Angehöriger des 2. Hannoverschen Infanterie-Regiments Nr. 77 in Munster und Leutnant der Reserve wurde er Ende 1914 und Anfang 1915 schwer verwundet. 1916 erhielt er eine Fliegerausbildung an der Militärfliegerschule Halberstadt und wurde danach erneut in Kriegshandlungen eingesetzt.
Nach Kriegsende schloss er sich 1919 vorübergehend dem Freikorps Hülsen und vom März bis zum Juni 1920 dem Reichswehrbataillon Berlin an. Ab 1921 war er für kurze Zeit Turn- und Sportlehrer sowie Angestellter einer Maklerfirma. 1922 heiratete er die Theaterschauspielerin und Regisseurin Käte „Kitty“ Sonntag-Blume. 1923 wurde er als Leutnant in die Reichswehr übernommen.
Von 1924 bis 1930 arbeitete er als Fluglehrer in Stettin und Warnemünde. Vom 1. April 1930 bis zum 31. März 1932 war Bittrich Zivilangestellter in der Reichswehr. Zum 1. Dezember 1931 trat Bittrich der NSDAP bei (Mitgliedsnummer 829.700). Von März bis Juni 1932 war er auch Angehöriger der Sturmabteilung.

### Zeit des Nationalsozialismus

#### Tätigkeit in der SS
Bittrich trat am 1. Juli 1932 als SS-Anwärter in die SS-Fliegerstaffel „Ost“ ein und wurde am 31. Oktober 1932 zum SS-Sturmführer und Führer der Staffel befördert (SS-Nummer 39.177). Er entwickelte als Fliegerreferent beim SS-Oberabschnitt Ost, Chef Kurt Daluege, die SS-Fliegerstürme. Leiter dieser Flieger-Sondereinheiten war Eduard von Schleich mit Sitz in München. Bittrich war dann ab März 1934 mit der Führung der 74. SS-Standarte beauftragt.
Ab August 1934 diente er in der Pol. Bereitschaft Hamburg. Am 1. Januar 1935 unterschrieb Bittrich als SS-Hauptsturmführer einen Dienstvertrag für die SS-Verfügungstruppe. Er wirkte zunächst als Führer bei der Aufstellung des I. Bataillons der SS-Standarte „Germania“ (2./SS-Germania) mit. Am 1. Oktober 1936 zum SS-Sturmbannführer und am 30. Januar 1938 zum SS-Obersturmbannführer befördert, übernahm er im gleichen Jahr als Kommandeur das II. Bataillon des SS-Regiments „Deutschland“ (II./SS-„Deutschland“), mit dem er nach Wien zur Neuaufstellung der aktiven SS-Standarte 3 verlegt wurde, die später den Namen SS-Regiment „Der Führer“ erhielt. Am 1. Juni 1939 wurde Bittrich Führer beim Stab der Leibstandarte SS „Adolf Hitler“ und nahm in dieser Funktion am Überfall auf Polen teil.

#### Kommandeur im Zweiten Weltkrieg
Am 1. Februar 1940 wurde Bittrich in das SS-Führungshauptamt versetzt, um einheitliche Ausbildungsvorschriften für die nun Waffen-SS genannte SS-Verfügungstruppe zu erarbeiten. Beim Feldzug gegen die Sowjetunion war er Kommandeur der SS-Standarte „Deutschland“ und in Vertretung des verwundeten Paul Hausser Kommandeur der SS-Division „Das Reich“ vor Moskau. Am 19. Oktober 1941 folgte die Beförderung zum SS-Brigadeführer und Generalmajor der Waffen-SS. Für Kriegshandlungen in der Schlacht um Moskau erhielt er am 14. Dezember 1941 das Ritterkreuz des Eisernen Kreuzes.
Im Januar 1942 wurde Bittrich erneut zum SS-Führungshauptamt versetzt und beauftragt, die 8. SS-Kavallerie-Division „Florian Geyer“ aufzustellen, mit der er dann bis Anfang 1943 im Mittelabschnitt der Ostfront kämpfte. Ab Februar 1943 stellte er als Kommandeur die 9. SS-Panzer-Division „Hohenstaufen“ auf. Am 1. Mai 1943 wurde er zum SS-Gruppenführer und Generalleutnant der Waffen-SS befördert. Seine Division verblieb zunächst in Belgien und Frankreich, wo sie im Oktober 1943 zu einer Panzerdivision umgerüstet wurde. Ab März 1944 kämpfte sie im Rahmen des II. SS-Panzerkorps im Raum Tarnopol in der Ukraine.
Nach der Landung der Alliierten in der Normandie im Juni 1944 wurde das II. SS-Panzerkorps nach Frankreich verlegt, wo Bittrich am 1. August 1944 als Nachfolger Paul Haussers SS-Obergruppenführer und Kommandierender General der Einheit wurde. Unter seiner Führung kämpfte das Korps, nunmehr bestehend aus der 9. SS-Panzer-Division, der 3. Fallschirmjäger-Division und Teilen der 21. Panzer-Division, zunächst an der Invasionsfront unter anderem im Raum Caen. Am 20./21. August brach die Einheit unter schweren Verlusten den Kessel von Falaise auf und befreite die eingeschlossene 7. Armee und die 5. Panzerarmee. Für seine Führungsleistung bei dieser Operation erhielt Bittrich am 28. August 1944 das Eichenlaub zum Ritterkreuz des Eisernen Kreuzes.

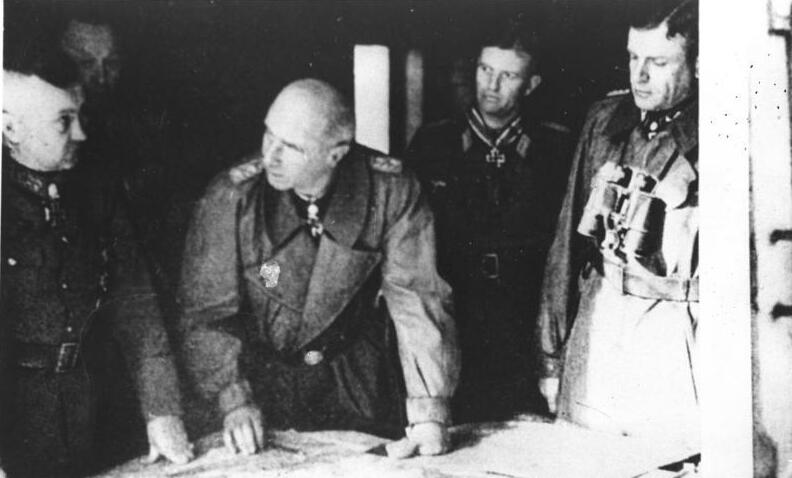
Wilhelm Bittrich während einer Lagebesprechung mit Walter Model und Heinz Harmel während der Kämpfe um Arnheim (September 1944)

Das II. SS-Panzerkorps wurde zur Auffrischung seiner Verbände am Anfang September 1944 in die Niederlande in die Gegend von Arnheim verlegt. Am 17. September 1944 begannen dort die Alliierten die Operation Market Garden mit dem Absprung von britischen Fallschirmjägern genau in die Bereitstellungsräume der Einheit, deren tatsächliche Größe und Kampfkraft der alliierten Aufklärung entgangen war. Bittrichs Korps gelang es, die 1st Airborne Division einzukesseln und ihr schwere Verluste beizubringen. Auf Bitten des Divisionsarztes der Briten verfügte Bittrich am 24. September 1944 eine dreistündige Waffenruhe, um mehr als 2000 verwundete Briten aus dem Kessel abtransportieren und in den Lazaretten seiner Divisionen versorgen zu lassen.
Ab dem 16. Dezember 1944 nahm das II. SS-Panzerkorps im Rahmen der 6. Panzerarmee unter Sepp Dietrich an der Ardennenoffensive teil. Bittrich unterstanden für die Operation neben der 9. SS-Panzer-Division „Hohenstaufen“ auch die 2. SS-Panzer-Division „Das Reich“ sowie die Führer-Begleit-Brigade. Nach geringen Anfangserfolgen liefen sich die Stoßkeile des Korps fest und erlitten durch ständige alliierte Luftangriffe schwere Verluste. Nach dem endgültigen Scheitern der Ardennenoffensive und der bevorstehenden sowjetischen Offensive im Süden der Ostfront wurde die 6. Panzerarmee mit Bittrichs II. SS-Panzerkorps im Februar 1945 nach Ungarn verlegt (Plattenseeoffensive), konnte den Durchbruch der Roten Armee aber nicht verhindern.
Das II. SS-Panzerkorps wurde daraufhin mit der Verteidigung Wiens beauftragt. Nachdem am 2. April 1945 der Angriff auf die Stadt begonnen hatte, erhielt Bittrich am 9. April 1945 vom Oberkommando der Wehrmacht (OKW) den Befehl, Wien „bis zum letzten Atemzug“ zu halten. Noch am selben Tag aber zog er seine Verbände aus Wien ab und verlegte sie hinter den Donaukanal, um eine sinnlose Zerstörung der Wiener Altstadt und ein Ausbluten seiner Divisionen – der 2. SS-Panzer-Division, 9. SS-Panzer-Division, 44. Infanterie-Division und der 6. Panzer-Division – zu verhindern. Einem neuerlichen Befehl des OKW, Wien zurückzuerobern, leistete er keine Folge. Hinhaltend kämpfend zog sich Bittrich mit seinem Korps nach Westen zurück und ging am 8. Mai 1945 mit den Resten seines Korps in der Nähe von Steyr (Oberösterreich) in US-amerikanische Kriegsgefangenschaft.

### Kriegsgefangenschaft, Prozess
Ab August 1946 arbeitete Bittrich eng mit der sogenannten Historical Division (United States Army Center of Military History des Verteidigungsministeriums der Vereinigten Staaten) des vormaligen Kriegsgegners zusammen. Diese amerikanische Stelle konnte zwar seine Auslieferung am 13. Januar 1948 an die französische Regierung, die ihn wegen Kriegsverbrechen in Frankreich anklagte, nicht verhindern, unterstützte ihn aber nachhaltig bei seiner Verteidigung. Nach über fünf Jahren, in denen er in dem Marseiller Gefängnis „Les Baumettes“ in Untersuchungshaft saß, begann am 16. Juni 1953 vor einem französischen Militärgericht in Marseille der Prozess gegen ihn. Der Anklagevorwurf bezog sich auf die Erhängung von 17 Mitgliedern der Résistance bei Nîmes durch einen Zug der Feldgendarmerie-Kompanie der 9. SS-Panzer-Division „Hohenstaufen“, deren Kommandeur Bittrich zu dieser Zeit gewesen war. Die siebentägige Verhandlung ergab, dass Bittrich erst im Nachhinein Kenntnis von den Erhängungen erhalten und daraufhin gegen die beteiligten Soldaten sofort ein Verfahren eingeleitet hatte. Letztlich wurde Bittrich zu fünf Jahren Gefängnis verurteilt, weil er – so das Gericht – als Divisionskommandeur die Verantwortung für das Verhalten der ihm unterstellten Soldaten zu übernehmen habe. Die Strafe galt durch die Untersuchungshaft als verbüßt. Der mitangeklagte verantwortliche Zugführer erhielt eine 20-jährige Zuchthausstrafe.

### Nachkriegszeit
Bittrich zog nach seiner Entlassung 1953 an den Starnberger See. Einen Beruf konnte er krankheitsbedingt nicht mehr ausüben. Eine Pension stand ihm als ehemaligem General der Waffen-SS zunächst nicht zu. So lebte er gemeinsam mit seiner Frau von einer Fürsorge-Unterstützung der Gemeinde Münsing. Bittrich zeigte sich ideologisch unbeirrt. So hielt er 1966 – das Ritterkreuz am Kragen – die Trauerrede beim Begräbnis des wegen Kriegsverbrechen verurteilten SS-Oberst-Gruppenführers und Generalobersten der Waffen-SS Sepp Dietrich. Seit 1957 engagierte er sich in der Hilfsgemeinschaft auf Gegenseitigkeit der Angehörigen der ehemaligen Waffen-SS (HIAG), die anlässlich seines 75. Geburtstages im Jahr 1969  am Starnberger See eine Feier für ihn veranstaltete, an der neben anderen ehemaligen SS-Führern auch die Prinzessin von Schaumburg-Lippe, Ehefrau des NS-Funktionärs und -Publizisten Friedrich Christian zu Schaumburg-Lippe, teilnahm. Bittrich starb am 19. April 1979 im Alter von 85 Jahren und wurde neben seiner einige Jahre zuvor verstorbenen Frau auf dem Friedhof von Münsing beigesetzt.

## Trivia
In dem Kinofilm Die Brücke von Arnheim (1977) wurde Bittrich von Maximilian Schell verkörpert.

## Auszeichnungen
- Eisernes Kreuz (1914) II. und I. Klasse
- Frontkämpferehrenkreuz 1914/18
- Flugzeugführerabzeichen
- Verwundetenabzeichen (1918) in Schwarz
- Spange zum Eisernen Kreuz II. und I. Klasse am 25. September 1939 und 7. Juni 1940
- Medaille Winterschlacht im Osten 1941/42 am 15. August 1942
- Ritterkreuz des Eisernen Kreuzes (am 14. Dezember 1941), mit Eichenlaub[8] am 28. August 1944
- Deutsches Kreuz in Gold am 6. März 1943[8]
- Ehrendegen des Reichsführers SS
- Totenkopfring der SS